# Squier

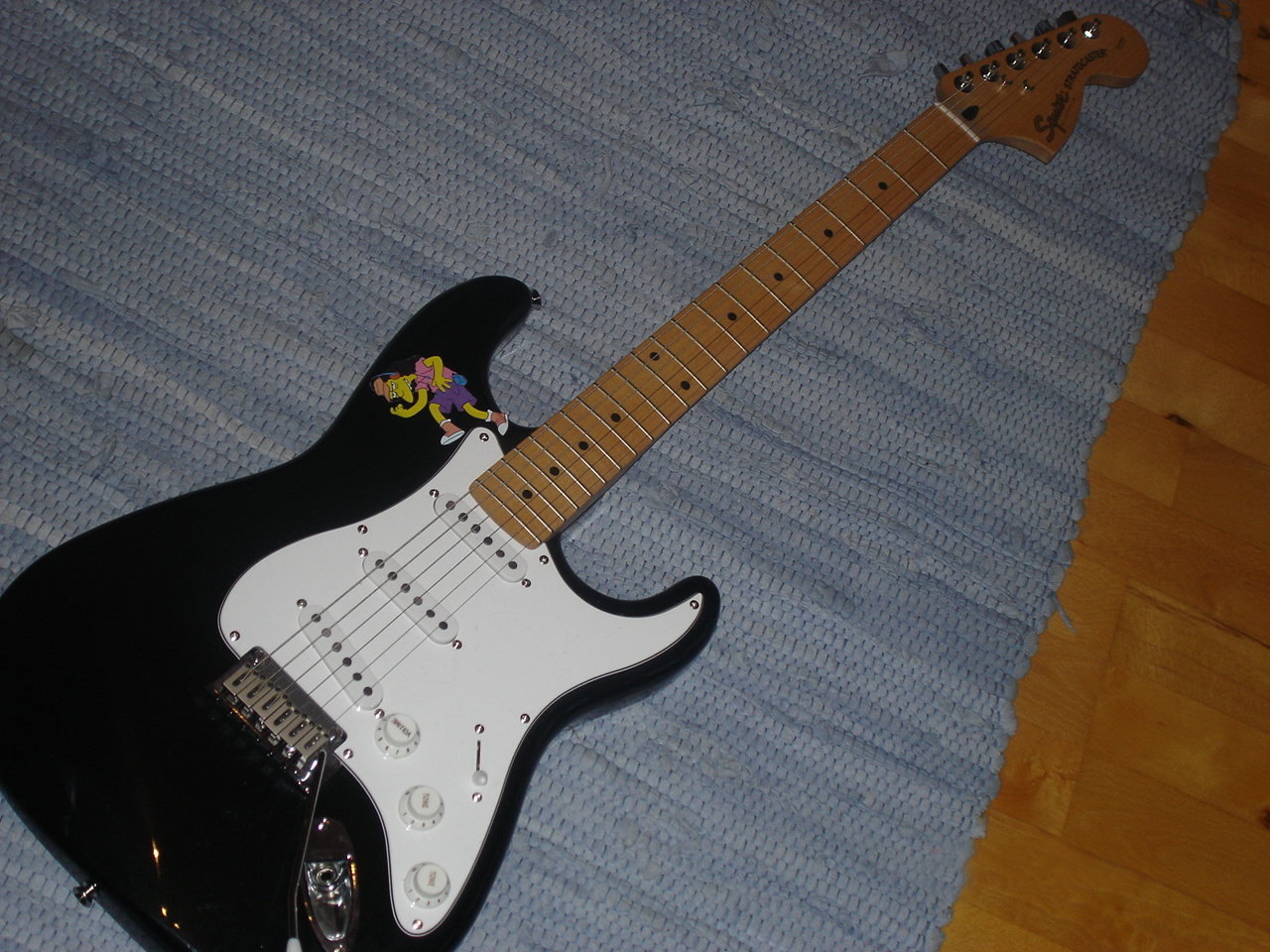
Eine Squier Fender Stratocaster 20th Anniversary Edition von 2002

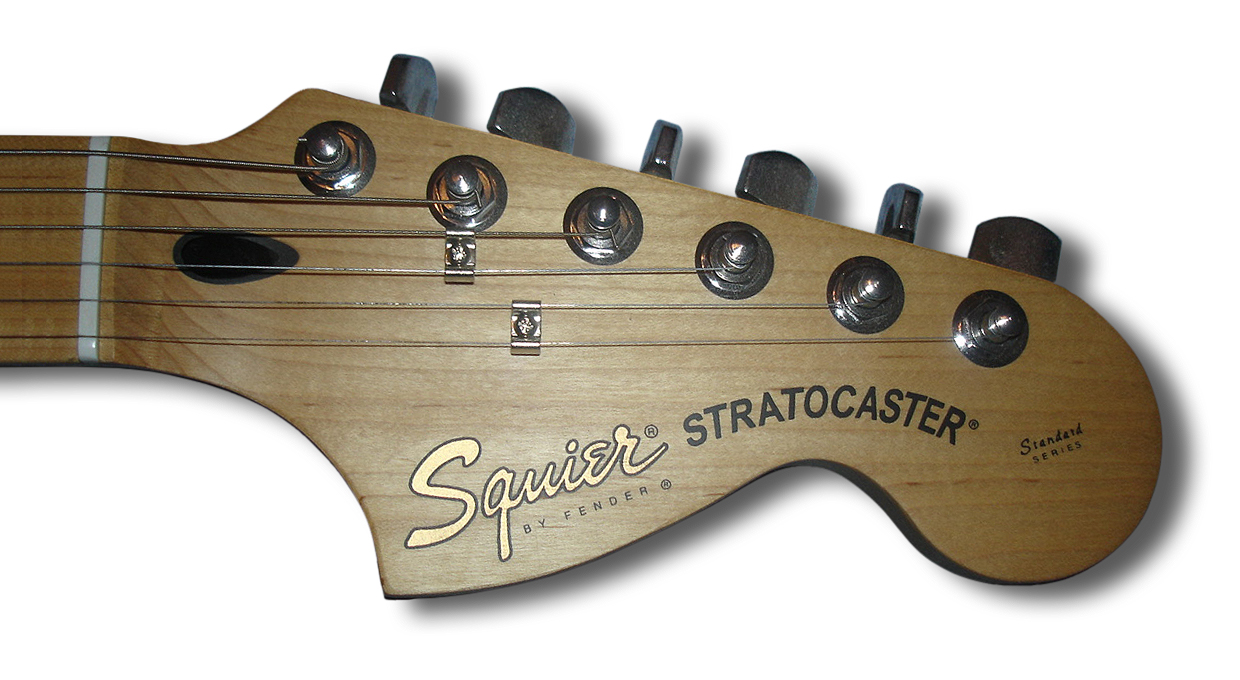
Kopfplatte einer Squier Fender Stratocaster

Squier ist heute eine Handelsmarke, unter welcher der US-Musikinstrumentenhersteller Fender seit 1982 preisgünstige Nachbauten der eigenen hochpreisigen E-Gitarren- und E-Bass-Modelle vertreibt. Ursprünglich war die V.C. Squier Company ein nordamerikanischer Hersteller von Geigen und Saiten.  

## Geschichte
Jerome Bonapart (J.B.) Squier war ein englischer Immigrant, der 1881 sein Glück in Amerika als Farmer und Schuhmacher versuchte. In Battle Creek (Michigan) stellte er aber auch Violinen nach europäischer Art her. Diese Instrumente hatten sehr bald einen ausgezeichneten Ruf unter den europäischen Immigranten in Amerika. Vor allem der Sohn Victor Carol (V.C.) Squier verdiente sich höchsten Respekt der aufstrebenden Musikergilde im Amerikanischen Westen zu Anfang des 20. Jahrhunderts. Squiers Violinen waren begehrt auf dem ganzen Kontinent. Die Qualität und der Preis waren jenen der Europäischen Importe bei weitem überlegen. 1890 eröffnete Victor sein erstes Violinengeschäft in Battle Creek und er musste schon bald darauf größere Räumlichkeiten suchen, weil sein Laden zu klein wurde. Tatsächlich wurde Squier zu den bekanntesten in den USA ausgebildeten Geigenbauern gezählt und wird oft als „die amerikanische Stradivarius“ bezeichnet.
Um die Jahrhundertwende kamen die besten Violinsaiten aus England. Der Import war aber damals kompliziert, dauerte lange und war dadurch teuer und die Qualität litt bei den langen Überfahrten auf See. Darum entschloss sich Victor, mit der Produktion von Violinsaiten zu beginnen. Zuerst von Hand, später, als er mit der Produktion nicht mehr nachkam, industriell. Die Produktion erreichte schnell über 1000 Saiten pro Tag. Auch bei den Saiten verbreitete sich der gute Ruf in Windeseile und zu den Violinsaiten kamen schnell auch Gitarren- und Banjosaiten hinzu. 
Um 1930 begann Squier auch damit, Saiten für die aufkommenden elektrisch verstärkten Instrumente herzustellen. Zudem wurde nun auch mit Pianos, Radios und Plattenspielern gehandelt. 1950 wurde Leo Fender – Begründer der Leo Fender Instrumental Manufacture – auf die Squiers aufmerksam. Fender benötigte dringend Saiten für seine neuen Solidbody-Gitarren. So wurde Squier zum offiziellen Lieferanten für Fender-Gitarren und später auch für die Fender-Bassgitarren.
1965 kaufte Leo Fender die V. C. Squier Company, kurz bevor er selbst sein Unternehmen an die amerikanische Finanzgesellschaft CBS verkaufte. Squier war somit Bestandteil der Fender Instrumental Manufacture.

## Squier als Handelsmarke
Die Instrumente aus dem Hause Fender wurden vor allem im asiatischen Raum so oft kopiert, dass Fender einen Weg suchte, diese Flut einzudämmen oder selbst davon zu profitieren. Deshalb fing Fender im Jahr 1982 an, unter dem Namen Squier bei Fujigen Gakki in Japan exakte Kopien seiner begehrten Modelle Stratocaster, Telecaster und später auch Precision Bass sowie Jazz Bass herzustellen. Squier war als Teil von Fender auch der einzige Hersteller von Kopien, der die Bezeichnungen Telecaster, Stratocaster, Precision Bass und Jazz Bass führen durfte. Die Instrumente waren von guter Qualität und günstigem Preis. Damit schaffte es Fender, zuerst im asiatischen Markt und danach auch in Europa die Flut von Schwarzkopien und Nachbauten einzudämmen. Die Instrumente aus japanischer Produktion erreichten durch die Verwendung hochwertiger Hölzer zeitweise sogar ähnliche Qualitätsstandard wie die amerikanischen Schwesterprodukte der Pre-CBS Epoche, womit Squier auf dem amerikanischen Markt seiner Schwester stark konkurrierte.
Seit 1987 wurden preiswertere Modelle auch bei Samick in Südkorea gefertigt. 1996 übernahmen die Unternehmen Tōkai Guitars  und Dyna Gakki die Fertigung der Squier Gitarren in Japan. Fertigungsstätten entstanden nach und nach auch in Mexiko, Indonesien, Indien und China.